# شهرستان بوس-سارتیگان
شهرستان بوس-سارتیگان (به انگلیسی: Beauce-Sartigan Regional County Municipality) یک منطقهٔ مسکونی در کانادا است که در شودییر-آپالاش واقع شده‌است. شهرستان بوس-سارتیگان ۱٬۹۷۷٫۰۰ کیلومتر مربع مساحت و ۵۰٬۹۶۲ نفر جمعیت دارد.